# Strijkkwartet nr. 8 (Beethoven)
Het Strijkkwartet Nr. 8 in e klein, opus 59.2  is een vierdelige compositie voor strijkkwartet van Ludwig van Beethoven, die in 1806 voltooid werd en het tweede van aan graaf Rasumovsky opgedragen kwartetten.

## Delen
1. Allegro....................................................................................... ± 6 minuten
2. Molto Adagio (Si tratta questo pezzo con molto di sentimento)........± 12½ minuut
3. Allegretto (2e sectie: "Maggiore — Thème russe").........................± .6½ minuut
4. Finale, Presto..............................................................................± 5 minuten

## Verder lezen
Vroege periode: No. 1 in F (opus 18.1) · No. 2 in G (opus 18.2) · No. 3 in D (opus 18.3) · No. 4 in c (opus 18.4) · No. 5 in A (opus 18.5) · No. 6 in Bes (opus 18.6)

Middenperiode: No. 7 in F (opus 59.1) · No. 8 in e (opus 59.2) · No. 9 in C (opus 59.3) · No. 10 (Harp) in Es (opus 74) · No. 11 (Serioso) in f (opus 95)

Late periode: No. 12 in Es (opus 127) · No. 13 in Bes (opus 130) · No. 14 in cis (opus 131) · No. 15 in a (opus 132) · Große Fuge (opus 133) · No. 16 in F (opus 135)